# Popcap Games
Popcap Games är en amerikansk tv-spelutvecklare och -utgivare, grundat i Seattle i Washington i USA. Företaget grundades 2000 av John Vechey, Brian Fiete och Jason Kapalka och sysselsätter drygt 200 personer. De flesta av Popcaps spel kan spelas gratis i en begränsad form med den fullständiga versionen tillgänglig för en avgift.
Popcaps flaggskepp Bejeweled har sålt mer än 50 miljoner exemplar på alla stora plattformar. Popcapspel finns tillgängliga för Web, PC och Mac, Xbox, Xbox 360, Playstation 3, Zeebo, cell-telefoner, handdatorer, Ipod Classic, Iphone / Touch och andra mobila enheter. Under 2009 hade företaget en hit med spelet Plants vs. Zombies.